# Хто така Ерін Картер?
«Хто така Ерін Картер?» (англ. Who Is Erin Carter?) — британський серіал 2023 року у жанрі драми, бойовика, трилера та створений компаніями Left Bank Pictures. В головних ролях — Евін Ахмад, Шон Тіл, Індіка Уотсон, Пеп Амброс, Деніз Гоф, Дуглас Хеншелл.
Серіал вийшов на Netflix 24 серпня 2023 року.
Серіал має 1 сезон. Завершився 7-м епізодом, який вийшов у ефір 24 серпня 2023 року.
Режисер серіалу — Білл Іглз, Ешлі Вей, Савіна Деллікур.
Сценарист серіалу — Джек Лотіан.

## Сюжет
Спокійне життя британки в Барселоні летить шкереберть, коли внаслідок збройного пограбування в супермаркеті розкривається її таємниця… і жорстоке минуле.

## Актори та персонажі
| Актор            | Роль                 |
| ---------------- | -------------------- |
| Евін Ахмад       | Ерін Картер / Кейт   |
| Шон Тіл          | Жорді Коллантес      |
| Індіка Уотсон    | Харпер «Харп» Картр  |
| Лейла Фейт Лопес | Харпер (в молодості) |
| Пеп Амброс       | Еміліо Мартін        |
| Дуглас Хеншелл   | Деніел Ленг          |
| Деніз Гоф        | Лена Кемпбелл        |
| Сюзанна Філдінг  | Олівія Трон          |
| Шарлотта Вега    | Пенелопа Рейна       |

## Сезони
| Сезон | Епізоди | Епізоди | Оригінальний показ | Оригінальний показ | Оригінальний показ |
| Сезон | Епізоди | Епізоди | Перший показ       | Останній показ     | Мережа             |
| ----- | ------- | ------- | ------------------ | ------------------ | ------------------ |
| 1     | 7       | 7       | 24 серпня 2023     | 24 серпня 2023     | Netflix            |

## Список серій

### Сезон 1 (2023)
| № | # | Назва                  | Режисер                   | Сценарист                                | Перший ефір у США |
| --- | - | ---------------------- | ------------------------- | ---------------------------------------- | ----------------- |
| 1 | 1 | «Епізод 1» «Episode 1» | Ешлі Вей                  | Джек Лотіан                              | 24 серпня 2023    |
| Мальовниче життя Ерін несподівано змінюється, коли вона самотужки стає на заваді грабіжникам у супермаркеті. Цей вчинок приголомшує її доньку.        |   |                        |                           |                                          |                   |
| 2 | 2 | «Епізод 2» «Episode 2» | Ешлі Вей                  | Джек Лотіан                              | 24 серпня 2023    |
| Допитливий сусід Ерін із поліції звертається до неї з проханням по допомогу, доки вона намагається вдавати перед донькою, що все гаразд.              |   |                        |                           |                                          |                   |
| 3 | 3 | «Епізод 3» «Episode 3» | Ешлі Вей                  | Адам Джингелл, Фред Арместо, Джек Лотіан | 24 серпня 2023    |
| Ерін намагається знищити докази своїх дій, але все більше заглиблюється в небезпечну ситуацію. Підозри Гарпер щодо матері зростають.                  |   |                        |                           |                                          |                   |
| 4 | 4 | «Епізод 4» «Episode 4» | Білл Іглз                 | Джек Лотіан                              | 24 серпня 2023    |
| Погляд у минуле Ерін розкриває, як вона стала матір’ю, а також які неймовірні таємниці вона змушена приховувати.                                      |   |                        |                           |                                          |                   |
| 5 | 5 | «Епізод 5» «Episode 5» | Ешлі Вей, Савіна Деллікур | Джек Лотіан                              | 24 серпня 2023    |
| Еміліо наближається до важливого доказу, але його розслідування опиняється під загрозою. Ерін змушена зізнатися в усьому чоловікові й доньці.         |   |                        |                           |                                          |                   |
| 6 | 6 | «Епізод 6» «Episode 6» | Савіна Деллікур           | Джек Лотіан                              | 24 серпня 2023    |
| Привид із минулого Ерін розшукує її заради помсти, тож у небезпеці опиняються навіть її близькі.                                                      |   |                        |                           |                                          |                   |
| 7 | 7 | «Епізод 7» «Episode 7» | Білл Іглз                 | Джек Лотіан                              | 24 серпня 2023    |
| Ерін вимушено об’єднує сили з несподіваним союзником, щоб урятувати найдорожче. Сміливе проникнення на ворожу територію призводить до великої жертви. |   |                        |                           |                                          |                   |

## Відгуки критиків
| Сезон | Відгуки критиків | Відгуки критиків |
| Сезон | Rotten Tomatoes  | Metacritic       |
| ----- | ---------------- | ---------------- |
| 1     | 67% (9 рецензій) | 62 (5 рецензій)  |

#### Сезон 1
На сайті-агрегаторі рецензій Rotten Tomatoes перший сезон має 67% «свіжості» на основі 8 рецензій із середнім рейтингом 6,4/10.
На Metacritic серіал отримав 62 бали зі 100 на основі 5 рецензій від кінокритиків, що свідчить про «загалом позитивні рецензії».